# Malayepipona lamellata
Malayepipona lamellata (лат.) — вид одиночных ос рода Malayepipona (Eumeninae).

## Распространение
Китай, Guizhou Province (Maolan Nature Reserve), Guangxi Zhuang Autonomous Region (Tianlin County, Cenwang Laoshan).

## Описание
Мелкие осы (длина около 1 см). Основная окраска чёрная с желтовато-оранжевыми отметинами. Этот вид легко отличить от всех других представителей рода Malayepipona по следующему сочетанию признаков: расстояние от задних глазков до апикального края темени больше, примерно в 2,0 раза больше расстояния от задних глазков до внутреннего края глаза, тергит Т4 с тонкой апикальной пластинкой-ламеллой, наличник в основном полностью жёлтого цвета. Следующие части тела жёлтого цвета: наличник в значительной степени или полностью желтый, нижняя челюсть частично, весь внутренний край глаза или узкая полоса вдоль внутреннего края глаза, идущая от основания лба до нижнего глазного синуса, нижняя часть лба, скапус и педицель, щека или небольшое пятно на щеке, дорсальное основание переднеспинки и с ветвями, идущими вдоль постеродорсального края переднеспинки, тегулы, паратегулы, апикального края щитка или с двумя боковыми пятнами, базальный край заднеспинка или с двумя боковыми пятнами, постеродорсальное пятно мезоплевры, ноги, кроме базальных краев бёдер или пятен на апикальных краях бёдер, апикальные перетяжки тергитов T1 — T5 (самые широкие на T2 и самые узкие на T3 — T5) и апикальные края стернитов S2-S5; крылья коричневые, маргинальная ячейка переднего крыла без тёмного пятна на вершине. Нижнечелюстные щупики 6-члениковые, а нижнегубные состоят из 4 сегментов (формула 6,4).

## Таксономия и этимология
Таксон был впервые описан в 2021 году китайскими энтомологами Yue Bai, Bin Chen, Ting-Jing Li (Chongqing Normal University, Чунцин, Китай). Видовое название происходит от латинского слова lamella, относящегося к соответствующему признаку (ламелла, пластинка).